# المجتمعات والمجالس الأدبية النسائية في العالم العربي

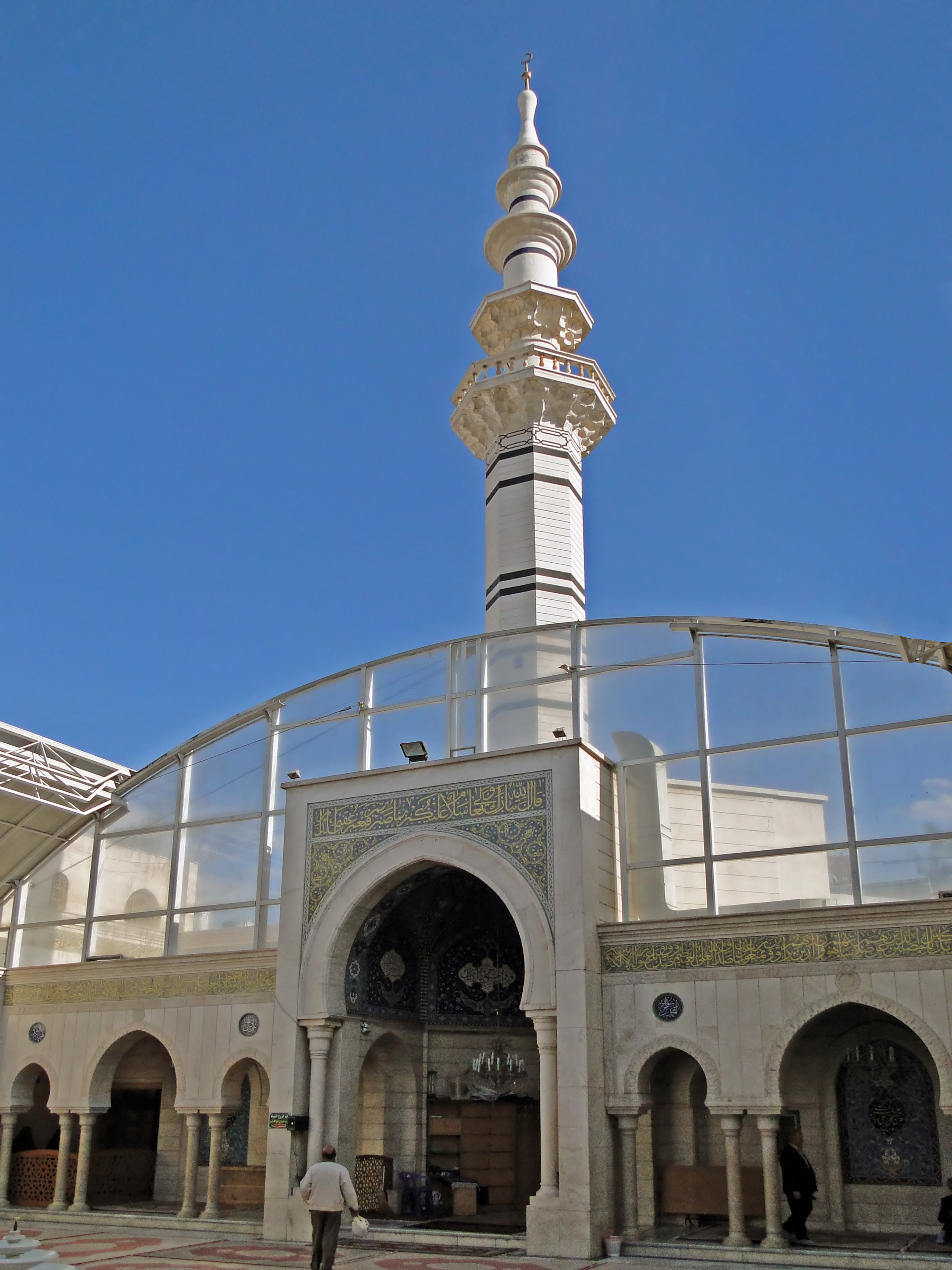
مسجد السيدة رقية، بدمشق سوريا.

يعود تاريخ تراث الأوساط الادبية النسائية في العالم العربي إلى فترة ما قبل الإسلام عندما برزت الشخصية الادبية الخنساء ووقفت في سوق عكاظ في مكة المكرمة وقرأت شعرها وعرضت ارائها حول معرفة الآخرين. من هنا، ظهرت ثقافة النقد الأدبي بين النساء العربيات ففي عصر الدولة الأموية انشئت سكينة بنت الحسين أول مجلس أدبي في منزلها. وفي اواخر القرن التاسع عشر تم إعادة احياء هذا التراث وذلك نتيجة للتغير الاجتماعي والسياسي والاقتصادي الكاسح داخل الامبراطورية العثمانية وزيادة النفوذ السياسي والثقافي في أوروبا. وكانت النساء الرائدات في المجالس الادبية من عائلات ثرية في بلاد الشام ومصر الذين تأثروا بالنساء الاوربيات خلال فترة دراستهم بالخارج وارتيادهم النواد الباريسية أو خلال دراستهم في المدارس التي يديرها المبشرين الاوربين.ويدار المجلس الأدبي من قبل النساء ويحضره كل من النساء والرجال، ويقدم امسيات شعرية وفرص لمناقشة الاتجاهات الاجتماعية والسياسية والادبية. ولقد اندثر هذا التقليد بعد الحرب العالمية الثانية وعلى الرغم من ذلك فقد ترك ارثا خالداعن الثقافة الادبية وقضايا المرأة في العالم العربي. بعد مرور أكثر من مئة سنة تقريبا كثيرا ما يردد تقرير التنمية الإنسانية العربية إن النهضة العربية لا يمكن أن تتحقق دون نهوض المرأة في الدول العربية. خلفية عن المجتمعات الأدبية في القرن التاسع عشر.

## المرأة والتعليم
الإصلاحات التعليمية في القرن التاسع عشر كانت فترة من التحول الاجتماعي والاقتصادي والسياسي الكاسح، الذي انتج العديد من التيارات الخفية  التي تحدث على مستويات مختلفة ضمن نواحي الإمبراطورية العثمانية من المشرق (سوريا الكبرى) إلى المغرب (شمال أفريقيا). وكانت هذه الاتجاهات التي تعود كثيرًا إلى زيادة الوجود الأوروبي في المنطقة والأفكار العلمانية عن الحداثة. فعلى المستوى الاجتماعي، أدى وصول البعثات التبشيرية المسيحية بدعم من الحكومات الأوروبية والأمريكية لإنشاء نظام تعليم رسمي للبنات، الذي كان حتى هذه الفترة ضئيل أو معدوم. في البداية أخذ شكل التعليم مؤسسات تعليمية خاصة وكانت تجذب العائلات الغنية وكان معظمهم من المسحيين. كما أصبحت هذه المدارس أكثر قبولا اجتماعيا وبأسعار معقولة، وتسربت هذه الفكرة إلى الطبقات الوسطى قبل أن تصل أخيرا إلى الفقراء. وهكذا، فإن العرف الجديد أصبح أكثر انتشارا. فإن فكرة وجوب لتقي الفتيات التعليم تمنحهم احتمالات للزواج الناجح، والأهم من ذلك، أن توفر لهم الوسائل الكافية لتعليم أبنائهن وفي هذه المرحلة من الزمن كانت الموضوعات التي تُدرس للنساء محدودة ومع ذلك استولت النساء على فرص التعليم واظهروا الإعجاب والتصميم للتعلم وبحلول منتصف القرن أصبح شعور بالوعي والالتزام نحو الوعي الفكري والاجتماعي خصوصا تقدير محنة المرأة، والنضال من اجل سماع صوتها في المجتمع أصبح واضحا وعلنياَ ومن الامثلة البارزة لمساهمة المبشرون الغربيون في زيادة الفرص التعليمية للنساء هو عمل دانيال وابي ماريا وهما زوجين امريكيين انتقلوا إلى بيروت عام 1866 واسسوا كلية البروتستانتية السورية والتي أصبحت فيما بعد الجامعة الأمريكية في بيروت. وفي عام 1905 تم تأسيس برنامج التمريض الذي قًبل الطلبات المقدمة النساء للدخول للبرنامج  وفي عام 1924 فتح كلية الفنون والعلوم ابوابها للنساء. وصل دوي اصلاح الذي جرى داخل المجتمع العثماني للسلطنة الذي اتفق نهاية الأمر على المستوى المؤسسي. من أجل التصدي لخطر النفوذ السياسي والديني من المدارس التبشيرية المسيحية، ادرك النظام العثماني ان الامبراطورية لن تعيش بدون أن تعلم العلوم الطبيعية الحديثة، وبدأت في تنفيذ الاصلاحات الخاصة (التنظيمات). وفقا للمؤرخ العربي، يوجين روغان، ان الإصلاحات التي ادخلها السلطان كان لها تأثير ضئيل على رعايا الامبراطورية مع ذلك كانت ثمار اصلاح التعليم واضحة في الحياة اليومية عام 1850 ,1860 . ويمكن القول ان الاستعمار الأوروبي وتراثة كان له دور في تحسين تعليم المرأة في القرنين التاسع عشر وأوائل القرن العشرين. وفقا للمعايير الفرنسية لم يكن الاحتلال النابليون الذي لم يدم طويلا ناجحا نسبيا في مصر عام 1798-1801 . كانت افكارهم الثورية والاستيرادات في مجال التكنولوجيا والتعليم لاثبات استمرارها  في مصر وبقية شمال أفريقيا. ارتفعت  التفاعلات والتبادلات بين مصر وفرنسا في المجالات الثقافية والأكاديمية والعلمية خلال فترة حكم محمد علي الذي كان معجبا بالابتكار الفرنسي والتكنولوجيا. لم يكن التعليم بالخارج مقتصرا فقط على الذكور كان للنساء نصيبا في تلقي التعليم من الخارج فمن أبرز المضيفات العربيات هي مي زيادة التي قضت وقت طويل في فرنسا وكانت الناشطة المصرية هدى الشعراوي من المضيفات للمجالس الادبية  التي كانت تقدم منح دراسية للكتاب للدراسة في أوروبا على نفقتها الخاصة. انتشرت أفكار الإصلاح التعليمي والنسوية في أماكن أخرى في العالم العربي، مع الكاتب السوري والمفكر، بطرس البستاني (1819-1883) في لبنان كان من بين أوائل من دافع عن حق المرأة في التعليم عام 1847. بعد عقدين من الزمن في تونس، شدد الإصلاحي، أحمد خير الدين على أهمية تعليم المرأة في إدارة الأسرة وتربية الأطفال وكانت خطوة صغيرة لكنها أساسية في تحرير المرأة في داخل المجتمع. فيما بعد في مصر، سيطروا البريطانيون أكثر من الفرنسييون في«مهمة حضارية»  والتي ساهمت أيضا في إصلاح تعليم المرأة. اللورد كرومر الذي كان قد خدم ما يقرب ثلاثين عاما في منصب المفوض السامي لمصر في كتابة بعنوان«مصر الحديثة» الذي حصر مجال اهتمام المرأة إلى أفق محدود جدا، وقلص الفكر من نصف السكان في الدول الإسلامية. في عام 1924 بدأت الجامعة الأمريكية في بيروت بقبول طلبات النساء بالدخول إلى الجامعة كان العرف السائد انذاك«المعرفة بدلا من الجهل يحفظ للمرأة كرامتها واخلاقها» قد راسخة. في مواجهة الحبس والاستبعاد من نظام التعليم الرسمي، تغلبت  النساء من الطبقة الوسطى على الاستبعاد والتهميش من المجتمع، وقاموا بعقد مجالس ادبية في منازلهن. وبالإضافة إلى ذلك، قامت النساء مثل مي زيادة وماري عجمي على مواصلة التعليم العالي في أوروبا، والعودة إلى العالم العربي لاقامة مجالس ادبية معروفة والمساهمة كثيرًا في الأوساط الأدبية من الطباعة والإنتاج.

## المرأة والمجال العام
في مطلع القرن التاسع عشراستمرت قضية المرأة ولاتزال قائمة في العديد من المجتمعات العربية. في المدن الحضارية اقتصر المجال المحلي على النساء من الطبقات الوسطى والعليا، في حين والغالبية العظمى لا يزال غير مرئي ومسموع في الحياة العامة. كان من الضرورة اعطاء النساء من الطبقات الشعبية والريفية «الحرية»، لكن كانت هناك حاجة لعملهن في الأراضي من أجل إعالة أسرهم. بدأت قضايا المرأة للخروج بعد أن كانت خفية- ولو ببطء - في أواخر القرن التاسع عشر وأوائل القرن العشرين، ومن الامثلة الذين نادوا بقضايا المراة قاسم أمين (1863-1908) يدعو عزل الظلم عن  النساء، والدعوة إلى التمكين الجزئي للنساء. في حين ان غالبية الكتاب عن المراة وحقوقها كانوا رجال وكان وجود الناشطات في المجال العام كان شبه معدومة. قدمت المجالس الادبية والرجال المشاركون فيها وكان الكثير منهم مفكرين معروفين وسيلة للنساء  للتعبير عن أفكارهم وآرائهم بشكل غير علني في محاولة الوصول للمجال العام الذي كان مهيمن عليه الرجال من خلال مناقشات وحوارات حية. مي زيادة في أطروحتها بعنوان «المرأة العربية التحدث علنا: ومجلسها الأدبي في سياق مقارن، وبثينة الخالدي ملاحظة أن المرأة في المجالس الادبية تغلبت على عقبة عدم المساواة بين الجنسين» عن طريق جلب الرجال في مجالسهن، وبالتالي خلق جمهور المجال من قلب واحد الخاص.

## المرأة والنهضة الثقافية العربية
النهضة العربية (النهضة أو العربية: النهضة) كان السعي للتوصل إلى حل وسط بين الممارسات المعاصرة مشابهة لتلك الموجودة في أوروبا والتراث العربي المشترك، أملا في تشكيل رؤية جديدة للمجتمع العربي الذي يمر بمرحلة انتقالية. العلاقة بين المجالس الأدبية النسائية والصحوة العربية،  كما يشار إليها، هو أمر بالغ الأهمية. لم تكن سوى جلسات الأدباء جزءا لا يتجزأ من عصر النهضة، ولكن من بداية عصر النهضة العربية في القرن التاسع عشر، وجاء النساء لتحقيق روابط قوية بين الأدبية والثقافية والاجتماعية والسياسية، والتي كانت الحركة الأدبية المفتاح لتحرير «الوعي الجماعي» من القواعد التقليدية التي قد توقف تقدمهم. بدأ الرجال أيضا إلى الاعتراف بأهمية تحرير المرأة إلى التحرر الوطني والتنمية في هذا الوقت، وليس هناك شك في أن زيادة التفاعل بين الذكور والإناث المثقفين داخل الأوساط الأدبية قدم مساهمة لا تقدر بثمن. كان قاسم امين من الرجال الأوائل للكتابة عن تحرير المرأة، وهوشخصية أدبية تأثر في مطلع القرن العشرين بتحرير المرأة من أجل النهضة العربية، كما فعل الطهطاوي. ومن المثير للاهتمام أن نلاحظ أن كلا من هؤلاء الرجال يترددون إلى مجلس مي زيادة الأدبي في القاهرة. وبالتالي رغبة المرأة من أجل التحرر والأحلام الرجال القومية أصبحت حجر الزاوية في النهوض بالمجتمع. وكان بطرس البستاني وناصيف اليازجي من اعظم الشخصيات الادبية في عام 1847 فقد اسسا أول جمعية ادبية  وهي جمعية الأدب والعلوم وكان أعضاء الجمعية حصرا على المسيحيين السوري والأوروبيين الذين يعيشون ويعملون في الدوائر الدبلوماسية والتبشيرية وبعد عشر سنوات تم تأسيس الجمعية العلمية السورية وكانت تجذب المسلمين الذين تلقوا تعليمهم في الغرب والمسيحيين والدروز (هي ديانة توحيدية وإبراهيمية ). كما أيضا في في عام 1917، الأدبي التونسي حسن حسني عبد الوهاب كتب عن الحاجة الملحة للمتعلمات الشابات المسلمات المسؤولات عن المستقبل وإلى 'ايقاظ الروح القومية «، لأنه بدونها،» الحياة من شأنها ان تتحول للعدم وعواقب.